# Вриксум
Вриксум (њем. Wrixum) општина је у њемачкој савезној држави Шлезвиг-Холштајн. Једно је од 132 општинска средишта округа Нордфризланд. Према процјени из 2010. у општини је живјело 684 становника. Посједује регионалну шифру (AGS) 1054163.

## Географски и демографски подаци
Вриксум се налази у савезној држави Шлезвиг-Холштајн у округу Нордфризланд. Општина се налази на надморској висини од 0 метара. Површина општине износи 7,6 km². У самом мјесту је, према процјени из 2010. године, живјело 684 становника. Просјечна густина становништва износи 91 становника/km².